# Crișana Oradea
Crișana Oradea was een Roemeense voetbalclub uit de stad Oradea. 

## Geschiedenis
De club werd in 1929 opgericht. In 1930/31 plaatste de club zich voor de eindronde om de Roemeense landstitel en moest eerst een voorronde spelen tegen SG Sibiu, die het met 4-6 verloor. Ook in het volgende seizoen plaatste de club zich, maar werd meteen weer uitgeschakeld. 
Vanaf 1932/33 kwam er een reguliere competitie in Roemenië. Er waren twee reeksen van zeven clubs en Crișana werd derde in reeks 1. Het volgende seizoen werd de club tweede achter Venus Boekarest. Nadat de twee reeksen in één reeks overgingen eindigde de club in de middenmoot. In 1936/37 eindigde enkel Unirea Tricolor Boekarest onder de club, maar omdat de Divizia A opnieuw naar twee reeksen ging werd de club gered van degradatie. Het volgende seizoen werd de club achtste op tien clubs, maar omdat de competitie opnieuw herleid werd naar twaalf clubs degradeerde Crișana. Na twee seizoenen werd de club kampioen, maar door de Tweede Scheidsrechterlijke Uitspraak van Wenen belandde de stad Oradea opnieuw in Hongaarse handen en speelde daar verder in de competitie.
Na de Tweede Wereldoorlog werd Oradea opnieuw Roemeens en de club fusioneerde met CFR Oradea en speelde onder de naam Crișana CFR Oradea. Na twee seizoenen werd het CFR Oradea. Na 1949 verdween de club.
Van 1961 tot 1963 bestond er ook een club CSM Crișana Oradea, het vroegere CAO Oradea, deze club heeft echter geen link met Crișana Oradea.